# Kreisgericht Marienwerder
Das Kreisgericht Marienwerder war ein preußisches Kreisgericht in der damaligen Provinz Preußen mit Sitz in der Stadt Marienwerder.

## Geschichte
In Marienwerder bestand bis 1849 das Land- und Stadtgericht Marienwerder. 1849 wurden in Preußen einheitlich Kreisgerichte geschaffen. Hierbei wurde die Patrimonialgerichtsbarkeit abgeschafft und die Patrimonialgerichte wurden aufgehoben. Es entstand das Königliche Kreisgericht Marienwerder im Sprengel des Appellationsgerichts Marienwerder. Es war für den Kreis Marienwerder zuständig.
Das Kreisgericht Marienwerder war als Schwurgericht auch zuständig für die Kreisgerichte Löbau und Rosenberg. Am Gericht waren 1870 ein Direktor und zehn Kreisrichter eingesetzt. 1870 betrug die Zahl der Gerichtseingesessenen 66.607. Eine Gerichtskommission  bestand in Mewe. Gerichtstage wurde in Garnsee und Pienonskowo gehalten.
Im Rahmen der Reichsjustizgesetze wurde das Gerichtswesen in Deutschland 1879 vereinheitlicht. Damit wurde das Kreisgericht Marienwerder aufgehoben und das königlich preußische Amtsgericht Marienwerder mit Wirkung zum 1. Oktober 1879 als eines von fünf Amtsgerichten im Bezirk des Landgerichtes Graudenz als Nachfolger gebildet. Auch die Gerichtskommission wurde in ein Amtsgericht umgewandelt (Amtsgericht Mewe).